# Göttinger Predigten im Internet
Die Göttinger Predigten im Internet (GPI) sind ein kostenloser Internetdienst, der ausgearbeitete Predigten für jeden Sonntag im evangelischen Kirchenjahr, alle weiteren kirchlichen Festtage und Gottesdienstanlässe sowie für besondere Gelegenheiten zur Verfügung stellt.

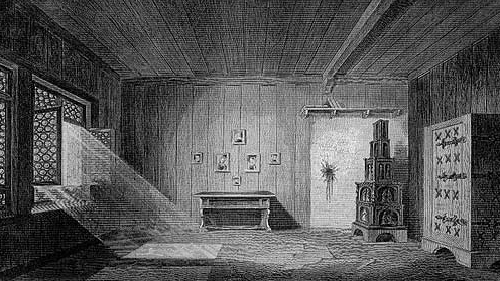
Der Stich der Lutherstube ist das Emblem der Göttinger Predigten im Internet.

## Konzept
Die „Göttinger Predigten im Internet“ stehen in der Tradition der Predigttheorie Ernst Langes. Zudem haben die Gründer es sich zum Anliegen gemacht, das Internet in der Art zur Verbreitung von Predigten zu nutzen, in der Martin Luther den Buchdruck zur Verbreitung seiner Bibelauslegungen heranzog.
Die Aufforderung zur Mitarbeit erfolgt durch den Herausgeber Ulrich Nembach, der für die deutschsprachigen Prediger verantwortlich ist, und die verantwortlichen Redakteure Gottfried Brakemeier (Brasilien / Predigten in portugiesischer Sprache), Ekkehard Heise (Deutschland / Predigten in spanischer Sprache), Eberhard Harbsmeier (Dänemark / Predigten in dänischer Sprache), Samuel Zumwalt (USA / Predigten in englischer Sprache). Als Gremium entscheiden sie auch über die Aufnahme jener Autoren in die Predigerliste, welche sich selbst beworben haben.
Die Autoren sind Gemeindepfarrer, Mitarbeiter verschiedener kirchlicher Einrichtungen (darunter die frühere Bischöfin Margot Käßmann) sowie Hochschullehrer der Theologie (darunter Oswald Bayer, Eberhard Busch, Wilfried Härle, Wolfgang Huber, Johannes Lähnemann, Joachim Ringleben und Reinhard Schmidt-Rost).
Die Herausgeber und Mitarbeiter verstehen ihr Angebot als „Beitrag zur Pflege der Predigtkultur in unserer Gesellschaft“. Besonders beachtet werden die „Göttinger Predigten“ im Bereich der Evangelischen Kirche in Deutschland (EKD). Einige Landeskirchen weisen auf ihren Internetseiten ausdrücklich auf sie hin.

## Geschichte
Die „Göttinger Predigten im Internet“ erscheinen seit dem Reformationstag 1997 in ununterbrochener Folge. In den ersten Jahren lediglich deutschsprachig ausgerichtet, tragen sie seit 2002 dem ökumenisch-globalen Gedanken durch das mehrsprachige Angebot konsequent Rechnung.
Seit 2017 werden die „Göttinger Predigten im Internet“ von Thomas Schlag von der Theologischen Fakultät der Universität Zürich herausgegeben.

## Verbreitung
Die Göttinger Online-Predigten werden aus über 120 Ländern der Erde abgerufen. Sie bieten Predigten in fünf Sprachen. Täglich wird die Seite von durchschnittlich 1850 Nutzern besucht. Vor Feiertagen wie Ostern oder Weihnachten steigt die Zahl auf deutlich über 4000 täglich an. Die Zahl der einzelnen Zugriffe auf die Seiten beläuft sich nach Angaben der Betreiber auf monatlich etwa 500.000. Die Autoren sind Muttersprachler. Die Predigten werden in der Regel als Anstoß und Informationsquelle für die jeweilige eigenständige Predigtarbeit genommen – über Landes- und Sprachgrenzen hinweg. Eine Hilfe stellen sie auch für Prädikanten und andere Gottesdienstmitarbeiter dar.